# Engelein
Engelein, Untertitel Mimisches Lustspiel, ist ein deutscher Stummfilm in vier Akten von Urban Gad aus dem Jahr 1914.

## Handlung
Der Berliner Redakteur Schneider schreibt seinem in Amerika lebenden Bruder Peter J. Schneider, dass er geheiratet habe. Peter ist wohlhabend, aber kinderlos, und bestimmt daher das erste Kind dieser Ehe zu seinem zukünftigen Erben. Er ahnt nicht, dass dieses Kind bereits vor vier Jahren geboren wurde. Die kleine Jesta kam unehelich zur Welt, was die Schneiders dem reichen Verwandten verschweigen. Pünktlich ein Jahr später geben sie die Geburt der Tochter Jesta bekannt und präsentieren dem angereisten Peter ein geborgtes Baby.
Zwölf Jahre später ist aus Jesta eine temperamentvolle 17-Jährige geworden, die die Erzieher im Internat zur Verzweiflung bringt. Rebellisch stemmt sie sich gegen sämtliche Vorschriften des Internats und wird schließlich der Einrichtung verwiesen, als sie sich mit ihrem heimlichen Verlobten Theodor Schiebstedt trifft. Ihren Abschied aus dem Internat feiert Jesta mit einer großen nächtlichen Feier inklusive Süßigkeiten, Alkohol, Zigaretten und Kartenspiel.
Inzwischen ist der verwitwete Peter aus Chicago zurück nach Europa gekommen und wünscht sich sehr, seine zukünftige Erbin wiederzusehen. Sein „Engelein“ ist in seiner Vorstellung erst zwölf Jahre alt und so verkleiden die Schneiders Jesta als Mädchen. Peter ist von seiner Nichte entzückt und nimmt sie den Sommer über mit auf sein Landgut. Hier richtet Jesta einigen Schaden an und bringt auch ihre neuen Haus- und Tanzlehrer bald zum Aufgeben.
Unterdessen will ihre Mutter dem Treiben ein Ende bereiten. Sie schickt Theodor Schiebstedt und seine Schwester Meta auf das Landgut. Meta soll Peter verführen, doch versucht Jesta, die sich längst in ihren Onkel verliebt hat, dies zu verhindern. Als Peter und Meta sich verloben wollen, will sich Jesta vor Kummer ertränken, doch ist ihr das Wasser zu kalt. Ihr Abschiedsbrief wird dennoch gefunden und während die Suche nach Jesta beginnt, erzählt Schneider seinem Bruder die Wahrheit. Jesta wird gefunden und Peter, der sie schon immer geliebt hat, beschließt, sie zu heiraten.

## Produktion
Engelein entstand 1913 als vierter Film der Asta Nielsen/Urban Gad-Serie 1913/1914 und war der 24. Film Asta Nielsens. Er erlebte am 3. Januar 1914 in Berlin seine Premiere.
Zum Zeitpunkt der Dreharbeiten war Nielsen 32 und spielte eine 17-Jährige, die vorgibt, eine 12-Jährige zu sein. „Und doch wirkte das nicht abgeschmackt. Die Koketterie der Siebzehnjährigen stimmt genauso wie das Gekicher der Zwölfjährigen.“ Jesta als uneheliches Kind spielt dabei auf Nielsens eigene Biografie an: Ihre Tochter Jesta kam 1901 ebenfalls unehelich zur Welt.
Mit der Zensur gab es im Vorfeld der Premiere verschiedene Probleme. In einer Szene steigt Jesta für ein heimliches Treffen mit Theodor Schiebstedt auf einer Leiter an einer Mauer hinauf. Die Erzieherin erwischt sie und sie muss diese Leiter wieder hinuntersteigen:

„Dabei wurde das Strumpfband über dem Knie für eine Sekunde sichtbar. Große Aufregung bei der Zensur! War das wirklich ein Strumpfband? Die Szene mußte noch einmal vorgeführt werden. Nach langem Hin und Her waren einige der Ansicht, es handle sich nur um eine Schleife. Zum drittenmal wurde die Szene vorgeführt. Nun kam es darauf an: Schleife oder Strumpfband! Da die Vermessenheit nur eine Sekunde in Erscheinung trat, war man sich immer noch nicht darüber klar geworen und ließ die paar Meter großmütig durchgehen.“

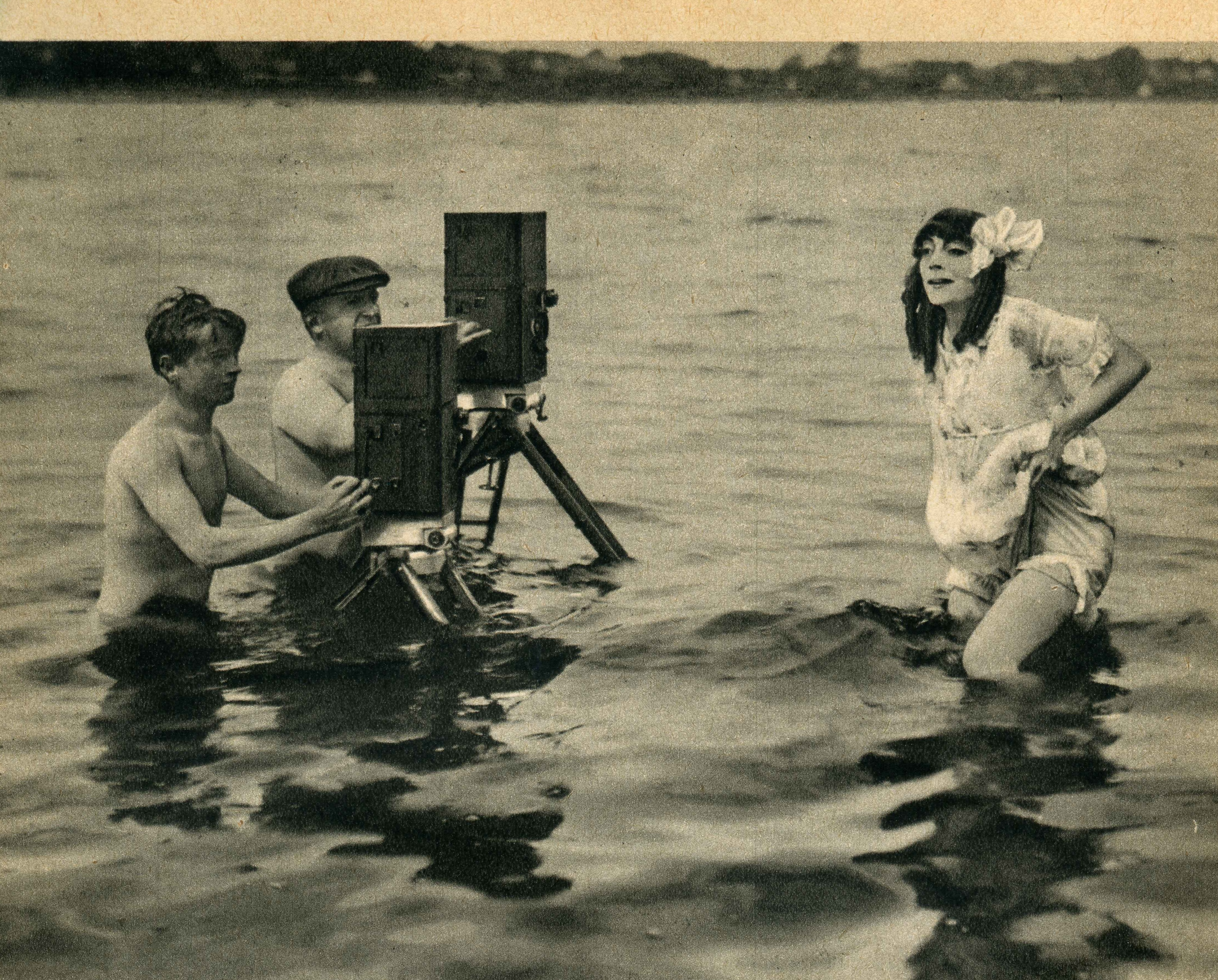
Dreharbeiten im Sommer 1913 mit Asta Nielsen als Engelein

Als jedoch der gesamte Inhalt des Films bekannt wurde, verbot die Zensur ihn vollständig. Dennoch kam es zur Aufführung in den Union-Kinos, was einen Skandal verursachte, zu Geldstrafen führte und die Presse gegen die Zensur aufbrachte. Nach drei Tagen lenkten die Zensoren ein und gaben den Film frei. Er wurde jedoch mit einem Jugendverbot belegt. „Just diesen Film hatten wir auch für Kinder berechnet“, so Nielsen 1928 rückblickend.
Es haben sich mehrere Kopien des Films erhalten, die sich in ihrer Länge unterscheiden. So besitzt die Kopie des Münchner Filmmuseums eine Szene, in der die rauchende Jesta während ihrer Abschiedsfeier der plötzlich erschienenen Erzieherin eine Zigarette anbietet. Diese Szene fehlt in der Kopie der Deutschen Kinemathek in Berlin. Im Jahr 1916 erschien mit Engeleins Hochzeit eine Fortsetzung des Films Engelein, die jedoch als verschollen gilt.

## Kritik
Die zeitgenössische Kritik nannte den Film einen „Blender und die Darstellung auch. Von innerlicher Wahrheit und Echtheit ist nur so viel zu spüren, als die Nielsen dank ihrer Darstellungskunst jede Situation echt zu gestalten weiß, und wäre es selbst die absonderlichste.“ Kritisiert wurde der Film hinsichtlich seiner sittlich-erzieherischen Fähigkeit: „Sittlich erzieherisch kann dieser Film allerdings nur ganz negativ sein. Weder die Ungezogenheiten des Mädchens im Pensionat noch die etwas weitgehende Preisgabe ihrer weiblichen ‚Reize‘ lassen sich erzieherisch-ethisch irgendwie rechtfertigen“, doch dürfe sich „die Nielsen […] dank ihrem an sich so gänzlich unerotischen Körper vieles erlauben, was bei andern gemein wirken würde, bei ihr aber noch durchaus innerhalb der Grenzen des Erträglichen bleibt“.
Die Lichtbild-Bühne lobte Asta Nielsen als „heitere Künstlerin von großem Können. […] Sie hat ihre Rolle mit so viel kleinen Scherzen und lustigen Extemporés ausgestattet, daß das Parkett immerfort lächelt und lacht. Das ist ein echtes, rechtes Lustspiel, wie es sein soll, denn es muß überall gefallen. Wir freuen uns außerordentlich, diesen großen Erfolg konstatieren zu können“. Auch die Kinematographische Rundschau hob Nielsens komödiantisches Können hervor: „Über allem Lustigen des Stückes selbst schwebt die Tollheit der Asta Nielsen, die in der dezentesten Weise manches zeigt und vieles erraten läßt“.
Der Film gilt noch heute als „Prototyp der Screwball-Comedy“ und „der beste Film seines Jahrgangs und mancher kommenden Jahre, in der innovatorischen Kraft und olympischen Perfektion seiner Inszenierung und Darstellung, in seiner puren Qualität als Film unerreicht bis zu den frühen Meisterwerken von Lubitsch und Lang.“